# Jan Michaelsen
Jan Munk Michaelsen  (* 28. November 1970 in Nantes, Frankreich) ist ein ehemaliger dänischer Fußballspieler und heutiger -trainer.

## Spielerkarriere

### Verein
Michaelsen wurde 1970 im französischen Nantes geboren, da sein Vater Allan Michaelsen zu diesem Zeitpunkt als Fußballprofi beim dortigen FC Nantes unter Vertrag stand.
Er begann 1990 seine Karriere bei Svendborg fB und spielte in seiner Heimat für Vanløse IF, Hellerup IK und den Akademisk Boldklub. 2001 wechselte er nach Griechenland zu Panathinaikos Athen. Ab 2004 spielte er für den norwegischen Klub Ham-Kam, bei dem er 2008 seine aktive Laufbahn beendete.

### Nationalmannschaft
Zwischen 2000 und 2003 bestritt Michaelsen 19 Länderspiele für die dänische Nationalmannschaft. Sein einziger Treffer für das Nationalteam gelang ihm in seinem siebten Länderspiel am 6. Oktober 2001 im Qualifikationsspiel zur WM 2002 gegen Island. Er erzielte als Jokerspieler das Tor zum 6:0-Endstand in der 90. Minute.
Michaelsen stand im dänischen WM-Aufgebot bei der Fußball-Weltmeisterschaft 2002 in Japan und Südkorea, wurde jedoch während des Turniers nicht eingesetzt.

## Trainerkarriere
Nach seiner Spielerkarriere arbeitete Michaelsen als Trainer, vor allem im Jugendbereich. Unter anderem betreute er die dänische U17-Nationalmannschaft. Nach zwei Stationen im Seniorenbereich trainiert er seit 2019 die Jugend des  Nykøbing FC.